# Thorr’s Hammer
Thorr’s Hammer — американско-норвежская дэт-дум-метал-группа.
Thorr’s Hammer образовались в Балларде, Вашингтон Грегом Андерсоном и Стивеном О’Мелли зимой 1994—1995 года. Вскоре после этого, Рунхильд Гаммальсэтер, 17-летняя норвежская студентка по обмену, присоединилась к группе в качестве вокалистки/автора текстов. Группа окончательно сформировалась, когда Джейми Сайкс и Джеймс Хэйл присоединились к группе. Группа была активна всего 6 недель, в течение которых она отыграла два концерта и записала демозапись и EP Dommedagsnatt. В 1997 году композиция «Troll» из их EP Dommedagsnatt была выпущена на компиляции лейбла Dwell Records — The Awakening — Females in Extreme Music. Группа распалась после возвращения Гаммальсэтер в Норвегию. Группа Burning Witch была образована из остатков Thorr’s Hammer и Гаммальсэтер в настоящее время объединилась с Джеймсом Плоткин (Khanate) сформировать Khlyst.
Thorr’s Hammer воссоединились в 2009 году для выступления на фестивале Supersonic Festival в Бирмингеме, Англия и снова в 2010 для выступления на Roadburn Festival в Тилбурге. В интервью для журнала Rock-A-Rolla Рунхильд Гаммальсэтер сказала, что группа «может создать новую музыку» в будущем.

## Состав
- Рунхильд Гаммальсэтер — вокал и тексты
- Грег Андерсон — гитара
- Стивен О’Мелли — гитара
- Джеймс Хэйл — бас-гитара (заменён Гаем Пинхасом на выступлениях 2009 и 2010 годов)
- Джейми Сайкс — ударные

## Дискография
- Sannhet i Blodet (Демозапись, 1995)
- Dommedagsnatt (EP, 1996)
- The Awakening — Females in Extreme Music (1997, композиция «Troll»)